# Florac
Florac è un ex comune francese, oggi frazione, del dipartimento della Lozère nella regione dell'Occitania. 
Dal 1º gennaio 2016 si è fuso con il comune di La Salle-Prunet per formare il nuovo comune di Florac-Trois-Rivières.

## Società

### Evoluzione demografica
Abitanti censiti

## Amministrazione

### Gemellaggi
- L'Anse-Saint-Jean, dal 1984
- Arbúcies, dal 1987